# Бланчард, Роуэн
Роуэн Бланчард (англ. Rowan Blanchard; род. 14 октября 2001, Лос-Анджелес, Калифорния, США) — американская актриса. Наиболее известна своей ролью Райли Мэтьюз в сериале Disney Channel «Истории Райли», транслировавшегося с 2014 по 2017 годы. Также она появилась в сериале «Голдберги» в роли Джеки Гири (2017—2018) и Александры Кавилл в сериале TNT «Сквозь снег» (2020 — настоящее время).

## Ранняя жизнь
Родилась в Лос-Анджелесе, штат Калифорния, в семье Элизабет и Марка Бланчард-Булбола, которые являются инструкторами йоги. Её дед по отцовской линии имеет армянское, сирийское, ливанское и марокканское происхождение, в то время как предки её бабушки по отцовской линии происходят из Англии, Дании и Швеции. Её прабабушка и дедушка по отцовской линии встретились в Алеппо, современная Сирия. Своё имя Роуэн получила в честь персонажа романа Энн Райс «Час ведьмовства» Имеет младшего брата и сестру, Кармен и Шейн.

## Карьера
Начала свою карьеру в возрасте пяти лет. В 2010 году сыграла роль дочери Моны в фильме «План Б» и исполнила роль Кейтлин в передаче Disney Junior «Робот Дэнс-А-Лот». В 2011 году сыграла роль Ребекки Уилсон в фильме «Дети шпионов 4D», а также исполнила роль Ракель Пачеко в фильме «Ничего общего». В конце января 2013 года получила главную роль в сериале Disney Channel «Истории Райли», где сыграла дочь персонажей Кори и Топанги из ситкома 1990-х годов «Парень познаёт мир». Также она исполнила заглавную песню сериала вместе с Сабриной Карпентер. Является участницей музыкальной группы Disney Channel Circle of Stars. В начале января 2015 года снялась в роли Клео в фильме Disney Channel «Невидимая сестра».
В сентябре 2017 года Бланчард объявила о том, что выпустит книгу под названием «Still Here», которая была опубликована в феврале 2018 года. Снялась в художественном фильме «Излом времени», вышедшего в прокат в марте того же года.
27 марта 2019 года Deadline сообщил, что Бланчард была выбрана в роли Александры в футуристическом триллере TNT «Сквозь снег» с Дженнифер Коннелли и Дейвидом Диггсом в главных ролях и снятому на основе одноимённого чешско-южнокорейского фильма Пон Чжун Хо. Бланчард стала приглашённой звездой  в финальном эпизоде 1-го сезона и сыграла постоянную роль во 2-м и 3-м  сезонах.

## Личная жизнь

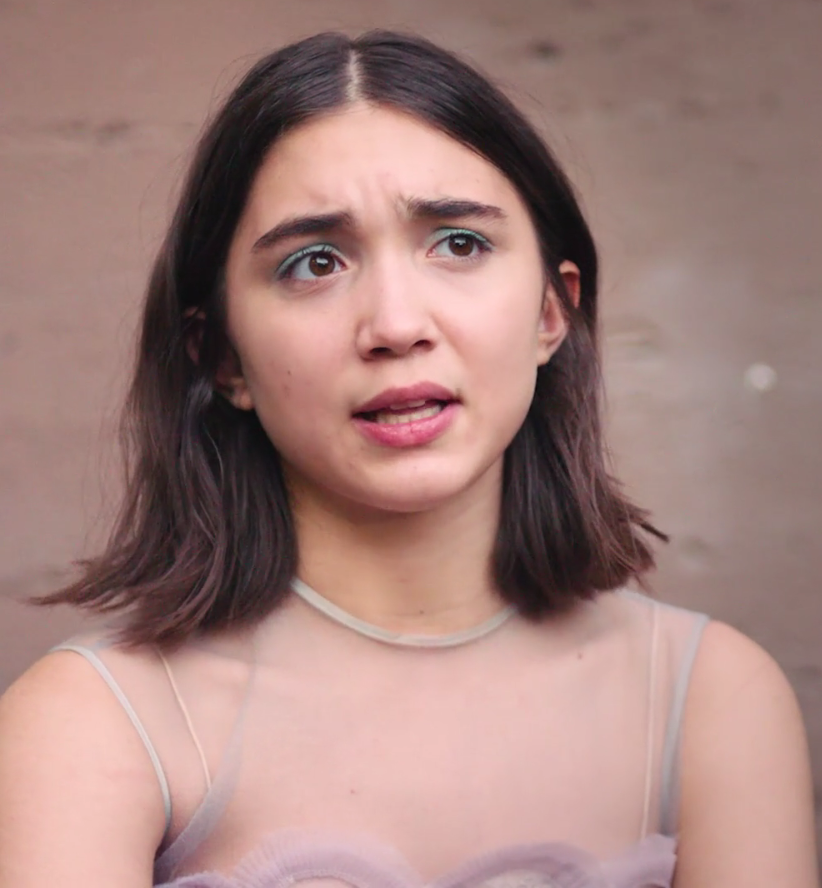
Бланчард в 2017 году

В 2014 году Бланчард рассказала на Instagram, что борется с депрессией. Она написала: «Когда я обнаружила, что в этом году, в частности, прохожу через взлеты и падения с депрессией, я поняла, что вместо того, чтобы отвергать и подвергать остракизму эти подростковые чувства (человеческие чувства), я могу научиться любить их интенсивность и знать, что все сиюминутно».
В серии твитов в январе 2016 года она заявила, что хотя в прошлом ей «нравились только мальчики», она «открыта для того, чтобы нравиться любому полу» и поэтому идентифицирует себя как квира.
Бланчард является общественным активистом в таких областях, как феминизм, права человека и насилие с применением оружия. Хотя большинство её комментариев по этим вопросам публикуются через Twitter или Tumblr, она выступала на ежегодной конференции «ООН-женщины» и Национального комитета США в рамках феминистской кампании #TeamHeForShe.
В апреле 2018 года Бланчад критиковала Израиль и его военных в своих социальных сетях и поделилась собственным постом с фотографией палестинской девушки-активистки Ахед Тамими, держащей палестинский флаг, и Бланчард написала, что несправедливый геноцид в Палестине должен прекратиться, и они должны позволить жителям Сектора Газа благополучно вернуться обратно в свои дома на их законной, украденной земле. В мае 2018 года Бланчард вновь раскритиковала государство Израиль в своих социальных сетях и поделилась ещё одной фотографией Тамими, где Бланчард процитировала, что «Газа подпадает под любое определение геноцида, однако массовые протесты всегда должны быть идентифицированы как «мирные».

## Фильмография
| Год  | Название        | Роль                  | Примечание      |
| ---- | --------------- | --------------------- | --------------- |
| 2010 | План Б          | 7-летний ребёнок Моны |                 |
| 2011 | Мало общего     | Ракель Пачеко         |                 |
| 2011 | Дети шпионов 4D | Ребекка Уилсон        |                 |
| 2016 | Самый настоящий | Пейдж                 | Короткометражка |
| 2018 | Излом времени   | Вероника Кили         |                 |
| 2019 | Далёкий         | Джессика              |                 |
| 2022 | Влюблённость    | Пейдж                 |                 |

| Год       | Название               | Роль                                                 | Примечания                                    |
| --------- | ---------------------- | ---------------------------------------------------- | --------------------------------------------- |
| 2010      | Робот Данс-А-Лот       | Кейтлин                                              | Главная роль (5 эпизодов)                     |
| 2014—2017 | Истории Райли          | Райли Мэтьюз                                         | Главная роль                                  |
| 2015      | Лучшие друзья навсегда | Райли Мэтьюз                                         | Эпизод: «Проклятая ошибка Сида и Шелби»       |
| 2015      | Невидимая сестра       | Клео                                                 | Оригинальный фильм канала «Дисней»            |
| 2017—2018 | Годберги               | Джеки Гири                                           | Второстепенная роль (4-5 сезоны), 12 эпизодов |
| 2018      | Нео Йокио              | Бергдорф Чан / Третья продавщица / Девочка-подросток | Эпизод: «Розовое рождество»                   |
| 2018—2019 | Разделённые вместе     | Чайна                                                | Эпизоды: «Messy», «China-Curious»             |
| 2020—2022 | Сквозь снег            | Александра Кавилл                                    | Главная роль со второго сезона                |

## Награды и номинации
| Год  | Награда             | Категория                                                                        | Номинированная работа | Результат | Прим.  |
| ---- | ------------------- | -------------------------------------------------------------------------------- | --------------------- | --------- | ------ |
| 2012 | Young Artist Awards | Лучшее совместное появление в фильме — молодая актриса в возрасте 10 лет и более | Дети шпионов 4D       | Номинация | [ 31 ] |
| 2015 | Young Artist Awards | Outstanding Young Ensemble in a TV Series                                        | Истории Райли         | Номинация |        |
| 2016 | Teen Choice Awards  | Choice Summer TV Star: Female                                                    | Истории Райли         | Номинация | [ 32 ] |
| 2017 | Kids' Choice Awards | Любимая женщина-телезвезда                                                       | Истории Райли         | Номинация | [ 33 ] |
| 2017 | Teen Choice Awards  | Choice Changemaker                                                               | Она сама              | Номинация | [ 34 ] |